# Governo Fanfani II
Il Governo Fanfani II è stato il tredicesimo esecutivo della Repubblica Italiana, il primo della III legislatura.
È rimasto in carica dal 2 luglio 1958 al 16 febbraio 1959 per un totale di 229 giorni, ovvero 7 mesi e 14 giorni.

## Compagine di governo

### Appartenenza politica
- Democrazia Cristiana (DC): Presidente del Consiglio, 16 ministri, 29 sottosegretari
- Partito Socialista Democratico Italiano (PSDI): 4 ministri, 5 sottosegretari

### Provenienza geografica
La provenienza geografica dei membri del Consiglio dei ministri si può così riassumere:
| Regione               | Presidente | Ministri | Sottosegretari | Totale |
| --------------------- | ---------- | -------- | -------------- | ------ |
| Toscana               | 1          | 3        | 2              | 6      |
| Lombardia             | -          | 3        | 4              | 7      |
| Emilia-Romagna        | -          | 3        | 3              | 6      |
| Campania              | -          | -        | 5              | 5      |
| Lazio                 | -          | 1        | 3              | 4      |
| Puglia                | -          | 1        | 3              | 4      |
| Veneto                | -          | 1        | 3              | 4      |
| Sicilia               | -          | -        | 4              | 4      |
| Liguria               | -          | 2        | 1              | 3      |
| Sardegna              | -          | 2        | 1              | 3      |
| Marche                | -          | 2        | -              | 2      |
| Abruzzo               | -          | 1        | -              | 1      |
| Basilicata            | -          | 1        | -              | 1      |
| Calabria              | -          | -        | 1              | 1      |
| Friuli-Venezia Giulia | -          | -        | 1              | 1      |
| Piemonte              | -          | -        | 1              | 1      |
| Trentino-Alto Adige   | -          | -        | 1              | 1      |
| Umbria                | -          | -        | 1              | 1      |

### Composizione del parlamento
Camera dei Deputati
| Partiti | Partiti | Seggi                  |
| ------- | --- | ---------------------- |
|         | Democrazia Cristiana Partito Socialdemocratico Italiano Partito Repubblicano Italiano Südtiroler Volkspartei Union Valdôtaine Movimento Comunità Totale Maggioranza                     | 273 22 6 3 1 1 306     |
|         | Partito Comunista Italiano Partito Socialista Italiano Movimento Sociale Italiano Partito Liberale Italiano Partito Monarchico Popolare Partito Nazionale Monarchico Totale Opposizione | 140 84 24 17 14 11 290 |
| Totale  | Totale | 596                    |

Senato della Repubblica
| Partiti | Partiti | Seggi               |
| ------- | --- | ------------------- |
|         | Democrazia Cristiana Partito Socialdemocratico Italiano Südtiroler Volkspartei Totale Maggioranza | 123 5 2 130         |
|         | Partito Comunista Italiano Partito Socialista Italiano Partito Liberale Italiano Movimento Sociale Italiano Partito Monarchico Popolare Partito Nazionale Monarchico Indipendenti di Sinistra Totale Opposizione | 60 36 8 5 4 2 1 116 |
| Totale  | Totale | 246                 |

## Composizione
| Carica                                             | Titolare                              | Titolare                                                               | Titolare                                       | Sottosegretari                                                        |
| Presidenza del Consiglio dei ministri              | Presidenza del Consiglio dei ministri | Presidenza del Consiglio dei ministri                                  | Presidenza del Consiglio dei ministri          | Sottosegretario di Stato alla Presidenza del Consiglio                |
| -------------------------------------------------- | ------------------------------------- | ---------------------------------------------------------------------- | ---------------------------------------------- | --------------------------------------------------------------------- |
| Presidente del Consiglio dei ministri              |                                       |                                                                        | Amintore Fanfani (DC)                          | - Antonio Maxia (DC) - Gustavo De Meo (DC) - Egidio Ariosto (PSDI)    |
| Vicepresidente del Consiglio dei ministri          |                                       |                                                                        | Antonio Segni (DC)                             | - Antonio Maxia (DC) - Gustavo De Meo (DC) - Egidio Ariosto (PSDI)    |
| Ministri senza portafoglio                         |                                       |                                                                        |                                                |                                                                       |
| Riforma della Pubblica Amministrazione             |                                       |                                                                        | Camillo Giardina (DC)                          | Camillo Giardina (DC)                                                 |
| Cassa del Mezzogiorno                              |                                       |                                                                        | Giulio Pastore (DC)                            | Giulio Pastore (DC)                                                   |
| Rapporti con il Parlamento                         |                                       |                                                                        | Dino Del Bo (DC)                               | Dino Del Bo (DC)                                                      |
| Ministero                                          | Ministri                              | Ministri                                                               | Ministri                                       | Sottosegretari di Stato                                               |
| Affari esteri                                      |                                       |                                                                        | Amintore Fanfani (DC)                          | - Giuseppe Lupis (PSDI) - Alberto Folchi (DC)                         |
| Interni                                            |                                       |                                                                        | Fernando Tambroni Armaroli (DC)                | - Crescenzo Mazza (DC) - Antonio Romano (DC)                          |
| Bilancio                                           |                                       |                                                                        | Giuseppe Medici (DC)                           | - Athos Valsecchi (DC)                                                |
| Finanze                                            |                                       |                                                                        | Luigi Preti (PSDI)                             | - Salvatore Mannironi (DC) - Lorenzo Natali (DC)                      |
| Tesoro                                             |                                       |                                                                        | Giulio Andreotti (DC)                          | - Angelo Salizzoni (DC) - Emanuele Guerrieri (DC) - Mario Riccio (DC) |
| Grazia e Giustizia                                 |                                       |                                                                        | Guido Gonella (DC)                             | - Lorenzo Spallino (DC)                                               |
| Difesa                                             |                                       |                                                                        | Antonio Segni (DC)                             | - Carlo Russo (DC) - Edoardo Martino (DC) - Giuseppe Caron (DC)       |
| Industria e Commercio                              |                                       |                                                                        | Giorgio Bo (DC)                                | - Eugenio Gatto (DC) - Filippo Micheli (DC)                           |
| Commercio con l'Estero                             |                                       |                                                                        | Emilio Colombo (DC)                            | - Giovanni Spagnolli (DC)                                             |
| Agricoltura e Foreste                              |                                       |                                                                        | Mario Ferrari Aggradi (DC)                     | - Luigi Angrisani (PSDI) - Giuseppe Garlato (DC)                      |
| Lavori Pubblici                                    |                                       |                                                                        | Giuseppe Togni (DC)                            | - Tommaso Spasari (DC) - Guido Ceccherini (PSDI)                      |
| Lavoro e Previdenza Sociale                        |                                       |                                                                        | Ezio Vigorelli (PSDI)                          | - Ferdinando Storchi (DC) - Benigno Zaccagnini (DC)                   |
| Trasporti                                          |                                       |                                                                        | Armando Angelini (DC)                          | - Virginio Bartinelli (PSDI) - Dario Antoniozzi (DC)                  |
| Marina Mercantile                                  |                                       |                                                                        | Giuseppe Spataro (DC)                          | - Italo Giulio Caiati (DC)                                            |
| Poste e Telecomunicazioni                          |                                       |                                                                        | Alberto Simonini (PSDI)                        | - Umberto Delle Fave (DC)                                             |
| Pubblica Istruzione                                |                                       |                                                                        | Aldo Moro (DC)                                 | - Giovanni Battista Scaglia (DC) - Angelo Di Rocco (DC)               |
| Partecipazioni statali                             |                                       |                                                                        | Edgardo Lami Starnuti (PSDI)                   | - Fiorentino Sullo (DC)                                               |
| Sanità                                             |                                       |                                                                        | Vincenzo Monaldi (DC) (dal 14 agosto 1958)     | - Angela Gotelli (DC) (dal 30 agosto 1958)                            |
| Alto Commissariato                                 | Alto Commissario                      | Alto Commissario                                                       | Alto Commissario                               | Alto Commissario                                                      |
| Alto Commissario per l'Igiene e la Sanità Pubblica |                                       |                                                                        | Vincenzo Monaldi (DC) (fino al 14 agosto 1958) | Vincenzo Monaldi (DC) (fino al 14 agosto 1958)                        |
| Alto Commissario per l'Igiene e la Sanità Pubblica |                                       | Angela Gotelli (DC) Alto Commissario aggiunto (fino al 14 agosto 1958) |                                                |                                                                       |
| Alto Commissario per il Turismo                    |                                       |                                                                        | Pietro Romani (Ind.)                           | Pietro Romani (Ind.)                                                  |
| Alto Commissario per il Turismo                    |                                       | Domenico Larussa (DC) Vice alto Commissario                            |                                                |                                                                       |

## Cronologia

### 1958
- 25-26 maggio: elezioni politiche: la DC ottiene il 42,4%, un aumento di 2 punti sulle politiche del 1953. I partiti della vecchia coalizione centrista possono contare su 19 seggi in più alla Camera. Buono il risultato del PSI che passa dal 12,7% del 1953 al 14,2% guadagnando 9 seggi. Stabile il PCI che, nonostante i momenti di crisi interna, si attesta al 22,6% contro il 22,5% precedente. Ridimensionato il ruolo delle destre. I due partiti monarchici si dividono quasi a metà quanto resta del loro elettorato, globalmente dimezzato, risultato che finisce col favorire la riunificazione. Il MSI perde l'1%.
- 28 aprile: Giovanni Malagodi illustra il programma del PLI, basato sulla libera iniziativa economica. "Non vi è progresso in un paese che deve importare ogni anno quantità crescenti di materie prime e per pagarle deve esportare prodotti e servizi di qualità che nessun ente di Stato è capace di produrre".
- 29 maggio: consiglio dei ministri: Fernando Tambroni relaziona sul buon andamento delle operazioni elettorali. Matteo Matteotti, esponente della minoranza socialdemocratica, auspica che il PSDI rimanga all'opposizione e decida caso per caso il proprio atteggiamento. Amintore Fanfani concorda con Attilio Piccioni e Mariano Rumor la data del consiglio nazionale democristiano.[13]
- 31 maggio: Adone Zoli smentisce che il suo governo intenda andare avanti fino a ottobre e annuncia le dimissioni subito dopo l'approvazione del disegno di legge relativo all'esercizio provvisorio (14 giugno). La DC mette le mani avanti e si dichiara contraria ad un governo provvisorio per l'approvazione dei bilanci. Gli alleati centristi subordinano una presa di posizione ufficiale alla convocazione degli organi decisionali di partito.[14]
- 1º giugno: Amintore Fanfani invita il PSDI a partecipare ad un esecutivo che si inizia a definire ufficialmente di centro-sinistra. Giuseppe Saragat, riunita la direzione, posticipa ogni decisione all'esito del consiglio nazionale democristiano.
- 5 giugno: direzione nazionale PSI: si discute di una possibile collaborazione con la DC. Prevale la scelta dell’opposizione e nello stesso tempo si esclude sia la riunificazione con il PSDI sia un nuovo patto con il PCI.
- 7 giugno: Saragat polemizza con la tesi socialista, ma la direzione del PSI ribadisce la sua contrarietà ad un governo Fanfani ed esprime riserve sulla possibilità dell’unificazione con il PSDI.
L’Azione Cattolica attacca chi propone alla DC di aprire a sinistra. Anche le ACLI si pronunciano per il tripartito DC-PSDI-PRI senza alcun compromesso con le sinistre. Sul Giornale d’Italia don Luigi Sturzo critica la scelta di Fanfani di non aver invitato i liberali a far parte della maggioranza.
- 8 giugno: direzione nazionale PRI: prevale la linea di un nuovo appoggio esterno ad un governo centrista.
- 9-12 giugno: comitato centrale PCI: il partito conferma una decisa opposizione a qualsiasi esecutivo centrista o aperto alla destra di qualsiasi natura. Appello al PSI per un rinnovato patto d'azione.
consiglio nazionale DC: Amintore Fanfani, sostenuto da Aldo Moro, si pronuncia per un governo DC-PSDI ancora chiuso al PSI. Per i due statisti l'opposizione socialista è una posizione di forza dell'esecutivo, che farà pungolo per il recupero democratico del socialismo italiano.
- 12 giugno: si inaugura la III legislatura. Cesare Merzagora e Giovanni Leone confermati alla presidenza di Senato e Camera. Il governo Zoli rassegna le dimissioni.
- 16 giugno: eseguita la condanna a morte dell’ex primo ministro Imre Nagy, del generale Pál Maléter e di due giornalisti, tutti accusati di aver diretto la rivoluzione ungherese del 1956. Condannati all’ergastolo Sándor Kopácsi e Zoitan Tildy, ex presidente della Repubblica ungherese, pene fino a 12 anni ad altri tre imputati. Il ministro degli esteri, Giuseppe Pella, richiama a Roma l'ambasciatore italiano. Seduta tesa alla Camera. Alla commemorazione di Nagy e alla condanna della repressione tutti si alzano in piedi, compresi i socialisti, mentre i comunisti prorompono in clamori. Violento discorso di Pietro Ingrao contro le repressioni operate dall'imperialismo americano.
- 19 giugno: Giovanni Gronchi inizia le consultazioni.
Comitato centrale PSDI: con 37 voti a favore e 21 contrari passa la linea di Giuseppe Saragat per la partecipazione del partito al governo.
Comitato centrale PSI: Pietro Nenni e le opposizioni interne votano assieme contro l'appoggio al prossimo governo.
- 25-27 giugno: Amintore Fanfani riceve l'incarico di formare il nuovo governo. Già raggiunto l'accordo col PSDI, ancora incerta la posizione dei repubblicani. Il PCI denuncia che il nuovo governo sta nascendo sotto l'egida della destra economica poiché esclude la riforma agraria e vincola l'industria di Stato agli interessi privati.
Al comune di Roma la maggioranza DC-MSI che ha eletto Urbano Cioccetti rinvia a tempo indeterminato la discussione del nuovo Piano Regolatore e impone la discussione sull'albergo Cavalieri-Hilton di Monte Mario, la cui costruzione interessa la Società Generale Immobiliare.
La CGIL contesta la scelta di Fanfani di escludere dal programma di governo l'istituzione del Servizio sanitario nazionale.
- 29 giugno: direzione PRI: approvata a larga maggioranza la proposta di Oronzo Reale, i repubblicani si asterranno sul voto di fiducia a Fanfani.
- 2 luglio: il nuovo governo, formato da DC e PSDI, giura nelle mani del capo dello Stato. Fanfani assomma un potere inedito nella DC: è segretario del partito, presidente del consiglio e ministro degli esteri.
- 9 luglio: Fanfani presenta il governo alle camere.
- 10-19 luglio: al Senato la discussione sulle dichiarazioni del governo richiede solo due giorni. Il 12 luglio la fiducia passa con 128 voti favorevoli, 111 contrari e 2 astenuti.
Alla camera la discussione si sovrappone allo sbarco delle truppe americane in Libano e britanniche in Giordania. Il 15 luglio Fanfani annuncia che in relazione agli avvenimenti nel Medio Oriente il governo ha chiesto l'immediata convocazione del Consiglio Atlantico. Togliatti nel suo intervento del 18 luglio chiede che l'Italia non conceda le basi militari agli anglo-americani. Nella replica Fanfani respinge le accuse del PSI e del PCI di complicità con gli americani in Libano e ribadisce la sua fiducia nelle Nazioni Unite per la soluzione della crisi.La mozione di fiducia è approvata nella seduta del 19 luglio con 295 voti favorevoli e 287 contrari.
- 20 luglio: il governo vieta manifestazioni e comizi. A Napoli e in altre realtà cariche delle forze dell’ordine contro i dimostranti. Enrico Bonazzi, membro della segreteria del Comitato centrale del PCI, è arrestato a Bologna per aver partecipato ad una manifestazione illecita contro l'invio dei marines in Libano. A Torino è denunciato Ugo Pecchioli, segretario della federazione del PCI. Continua il divieto di ogni genere di manifestazione contro l’intervento militare angloamericano in Medio Oriente.
- 22 luglio: al Senato Pietro Secchia e Jaures Busoni protestano contro il divieto delle Questure di manifestare contro la politica di guerra degli Stati Uniti. Al termine del comizio di Riccardo Lombardi a Roma la Celere carica i partecipanti alla manifestazione, fra questi il segretario della federazione socialista Aldo Venturini. Sempre a Roma è arrestata per partecipazione ad una manifestazione illecita Carla Capponi, che sarà processata per direttissima il 26 luglio e condannata a 2 mesi di reclusione. Cariche e interventi della polizia in varie altre città.
- 24 luglio: PCI, PSI e CGIL indicono in diverse città italiane la "giornata della pace" con assemblee, comizi e scioperi. A Livorno, la manifestazione è caricata dalla polizia che provoca diversi contusi ed opera fermi; 120 persone sono denunciate a Ravenna, a Foggia sono denunciati i responsabili dei partiti e dell’affissione dei manifesti, a Cascina di Pisa sono operati 8 arresti e la manifestazione è pure dispersa.
In una tempestosa seduta al Senato, il ministro dell’Interno Fernando Tambroni giustifica i divieti e gli interventi della polizia parlando di «serio pericolo per l’ordine pubblico, messo a repentaglio dall’attività sobillatrice, tendente alla sovversione, del PCI.
- 26 luglio: nel modenese la polizia interviene per impedire le manifestazioni antiamericane a Carpi, Soliera. A Campogalliano è denunciato il segretario della Camera del lavoro, Piero Menabue, con la motivazione che la sua voce risuonava all’esterno dell’edificio a causa dei microfoni troppo alti. Alla commissione esteri del Senato comunisti e socialisti denunciano l’intervento militare americano in Libano e la natura aggressiva dell’Alleanza atlantica. Fanfani è accusato di aver concesso le basi americane sul suolo italiano pur sapendo a cosa sarebbero servite.
- 29 luglio: il ministro dell’Interno Fernando Tambroni risponde alla Camera a 51 interrogazioni presentate sulla gestione dell’ordine pubblico e del comportamento delle forze di polizia nel corso delle manifestazioni pacifiste, nonché sul divieto di stampa e propaganda in merito e sull'arresto e il fermo di centinaia di persone. Tambroni giustifica nuovamente l'operato delle forze dell'ordine e il divieto di manifestazioni e affissioni sulla base delle norme di pubblica sicurezza.
- 6 agosto: al consiglio nazionale DC Mario Scelba attacca Amintore Fanfani sia sui propositi di attuazione delle regioni sia, soprattutto, sulla politica estera in particolare nei confronti del mondo arabo. Critiche che, salvo qualche riserva, restano isolate. Il Consiglio approva la politica del governo.
- 13 agosto: il ministro delle finanze, Luigi Preti, parla in una conferenza stampa delle attività di Giambattista Giuffrè. In pochi giorni esplode lo scandalo dell'anonima banchieri che coinvolge ben presto Giulio Andreotti, predecessore di Preti tra il 1955 e il 1959, che in quel periodo è anche accusato di aver concesso indebiti sgravi fiscali ai nipoti di Pio XII.
- 14 agosto: l'Alto Commissariato per l'igiene e la sanità pubblica, ex direzione generale, è staccato dal ministero degli interni e trasformato in ministero della sanità. Vincenzo Monaldi, ex direttore generale, è il primo titolare del nuovo dicastero.
- 18-24 agosto: Lando Dell'Amico e l’onorevole Orlandi consegnano al ministro delle Finanze un memoriale sul caso Giuffrè. Socialisti e repubblicani accusano apertamente Andreotti di aver coperto l'azione del "banchiere di Dio". Giuffrè rilascia un'intervista in cui difende il proprio operato a favore di conventi e istituzioni religiose. Luigi Preti dichiara che Giulio Andreotti era stato informato degli aspetti controversi dell'attività di Giuffrè quando era ancora ministro delle finanze mentre il presunto socio, Giovanni Giovannini, nega di aver avuto parte attiva nell'operazione. La Guardia di Finanza perquisisce le case di Giuffrè e Giovannini. Il 24 agosto la truffa viene valutata in sessanta miliardi di lire, cinquanta dei quali irrecuperabili.
- 22 agosto: Fernando Tambroni emana una circolare a prefetti e questori per reprimere il fenomeno cosiddetti Teddy Boy.
- 22-25 agosto: il comandante della Guardia di finanza di Bologna dichiara che Giambattista Giuffrè non è in grado di restituire il denaro. Vagliata la posizione di oltre 300 persone. Repubblicani e liberali presentano una proposta di legge per istituire una commissione parlamentare d'inchiesta.
- 31 agosto: consiglio dei ministri sul caso Giuffrè. Scagiona Andreotti e dispone di proseguire l’inchiesta parlamentare.
- 6 settembre: Giuffrè, irreperibile da oltre un mese, invia una lettera alla stampa in cui afferma di essere stato contattato prima delle elezioni politiche del giugno 1958 per estendere l’attività dell’Anonima banchieri in campo elettorale.
- 16 settembre: consiglio dei ministri: il governo si dichiara d'accordo all’istituzione di una Commissione parlamentare di inchiesta sull’Anonima banchieri. Nella stessa riunione il governo è delegato a rendere esecutiva entro un anno la nuova legge sulla validità dei contratti collettivi. Prorogato il sovrapprezzo di 14 lire per la benzina.
- 17 settembre: a Roma si svolge l’Assemblea degli eletti comunisti per la difesa delle libertà. Palmiro Togliatti e Umberto Terracini presentano un memoriale da inviare al presidente della Repubblica Giovanni Gronchi e alla Corte costituzionale: documenta le violazioni alle libertà e alla Costituzione compiute dal governo. Conclude i lavori Gian Carlo Pajetta.
- 20 settembre: legge Merlin: alla mezzanotte chiudono definitivamente i battenti le circa 400 case di tolleranza ancora attive in Italia.
- 22 settembre: il governo presenta al Senato il disegno di legge, voluto da Aldo Moro, "Piano per lo sviluppo della scuola nel decennio 1959-1969".
- 23 settembre: il governo risponde a decine di interrogazioni sul caso Giuffrè: il ministro Luigi Preti relaziona sullo stato delle inchieste ministeriale e giudiziaria. La pontificia Opera di Assistenza smentisce ogni legame con l’Anonima banchieri.
- 25-26 settembre: Luigi Preti solleva lo scandalo della farina americana, la cui distribuzione è stata affidata alla Pontificia opera di assistenza e da questa è stata rivenduta, anziché elargita agli indigenti. Anche in questo caso si affacciano responsabilità politiche di Giulio Andreotti, allora ministro delle Finanze. L'opera reagisce alle accuse lanciate dal ministro affermando tra l’altro che l’autorizzazione al mutamento di destinazione è stata data dagli USA.
Alla Camera Preti e Andreotti presentano una prima relazione sul caso Giuffrè. Secondo Andreotti il commendatore non ha violato alcuna legge del settore bancario. Svelato un rapporto della Guardia di Finanza del 1957, nel quale Giuffrè dichiara di amministrare denaro che gli viene inviato per opere di bene. Vengono definiti modi e tempi dell'inchiesta parlamentare ma intanto Andreotti lancia al PCI l'accusa di illecite operazioni bancarie attraverso le cooperative autofinanziate di mutuo soccorso.
- 30 settembre: comitato centrale del PSI: la linea di Pietro Nenni, favorevole ad una partecipazione al governo, viene contestata per la prima volta da un'agguerrita minoranza interna.
- 4 ottobre: il settimanale comunista Vie nuove pubblica un articolo che documenta gli affari che la Pontificia Opera di Assistenza fa con la merce ricevuta in dono dagli Stati uniti, che avrebbe dovuto distribuire gratuitamente ai bisognosi, facendone viceversa lucroso commercio.
- 9 ottobre: muore Pio XII.
- 17 ottobre: è istituita la Commissione parlamentare di inchiesta sul comportamento degli organi della pubblica amministrazione relativamente alla cosiddetta anonima banchieri: La Camera vota il 14 ottobre, il Senato il 17 ottobre. Alla Camera e al Senato la maggioranza e i monarchici respingono gli emendamenti presentati dai socialisti Targetti e De Martino per esentare dal segreto d’ufficio i funzionari chiamati dalla Commissione a deporre ed estendere l’indagine oltre la pubblica amministrazione.
- 17-18 ottobre: Pietro Nenni apre il dibattito per il prossimo congresso nazionale. Critica il correntismo che ha caratterizzato la vita del partito dopo il congresso di Venezia e si pronuncia per un'assise che sciolga ogni equivoco sull’autonomia del PSI dal PCI. La relazione è approvata con 9 voti a favore (Nenni, De Martino, De Pascalis, Lombardi, Mancini, Mazzali, Paolicchi, Pieraccini, Venturini), 8 contro (Bertoldi, Corallo, Foa, Gatto, Laral, Lizzadri, Valori, Vecchietti) e 4 astenuti (Basso, De Lauro, Matera, Negri). La minoranza annuncia una propria relazione al Comitato centrale che preparerà il congresso. Annunciato un documento anche dagli astenuti.
- 23 ottobre: a Palermo il democristiano Silvio Milazzo è eletto presidente della Giunta regionale contro il candidato ufficiale democristiano Barbaro Lo Giudice, che ottiene 37 voti. A favore di Milazzo una inedita maggioranza che vede con una parte della DC comunisti, socialisti, monarchici e missini. Inizia il periodo delle giunte milazziste.
- 24 ottobre: Fernando Tambroni difende alla camera la Pontificia Opera di Assistenza, accusando i comunisti di aver creato un ingiustificato allarme.
- 25 ottobre: la direzione del PCI pubblica un documento sui problemi del carovita, le speculazioni e la necessità di una riforma dei mercati generali.
Silvio Milazzo viene espulso dalla DC.
Fernando Tambroni parla alla camera sul bilancio del ministero degli interni e conferma la linea di ostacolo alla piena libertà di azione dei comunisti.
- 29-30 ottobre: comitato centrale PSI: la relazione di Pietro Nenni sulla linea esposta nella Direzione del 16 ottobre ottiene 26 voti. Le tesi di minoranza esposte da Tullio Vecchietti e Lelio Basso ottengono 38 e 19 voti. Tra i sostenitori della linea di Nenni per la collaborazione di governo c'è anche Bettino Craxi. La direzione presenta le dimissioni, che sono subito respinte per l'imminenza del congresso nazionale.
- 3 novembre: la direzione democristiana esamina la posizione di Silvio Milazzo e dei suoi sostenitori. A maggioranza è votato un ultimatum, scaduto il quale scatteranno i provvedimenti di espulsione. Contro i provvedimenti, pur critici all’esperimento milazziano, si pronunciano gli esponenti della sinistra interna e il gruppo che fa riferimento a Giulio Andreotti.
Tre giorni dopo Milazzo presenta la nuova giunta siciliana, composta da tre democristiani, un indipendente eletto nella lista del PCI, un socialista, tre monarchici e un missino. I tre democristiani sono espulsi dal partito il 10 novembre.
- 15 novembre: consiglio nazionale DC: Amintore Fanfani affronta le opposizioni di Giuseppe Pella sulla linea economica, di Guido Gonella sulla gestione della crisi siciliana, di Mario Scelba contrario all'apertura a sinistra e di Giulio Andreotti a favore di governi monocolore. Nonostante le molte critiche delle opposizioni, è approvata con il solo voto contrario di Scelba la relazione del segretario Fanfani che ribadisce l’invito al PRI di entrare nella maggioranza e auspica che il PSI assuma posizioni sempre più autonome dal PCI come premessa per l’apertura di un dialogo e stabilire nuovi rapporti fra i due partiti.
- 20 novembre: alla Camera il governo è battuto con 266 voti contro 247 sulla tassa sul gas liquido. Nel voto pesano 16 franchi tiratori DC.
- 20-24 novembre: congresso del PRI: il partito diviso su tre posizioni: l'autonomia critica sostenuta dal segretario Oronzo Reale e da Ugo La Malfa (no alla partecipazione al governo, no all'opposizione preconcetta), la collaborazionista sostenuta da Randolfo Pacciardi e dal senatore Aldo Amadulo (partecipazione diretta al governo), la linea dell'opposizione costituzionale illustrata da Giuseppe Tramarollo (appoggio esterno con riserva di decidere caso per caso). La mozione Reale-La Malfa è approvata a larga maggioranza.
- 26 novembre: ondata di scioperi nel pubblico impiego: CGIL, CISL, CISNAL e l’autonomo SMAC mobilitano i ferrovieri, mentre la UIL si astiene; scioperano con CGIL, UIL E CISNAL i postelegrafonici, con l’astensione stavolta della CISL.
- 29 novembre-1º dicembre: congresso del PLI: Giovanni Malagodi attacca la politica economica statalista del governo e l'ipotesi di apertura a sinistra.
- 3 dicembre: comitato centrale del PCI
- 3-6 dicembre: alla Camera si discute la conversione in legge del decreto che conferma il 50% della sovraimposta addizionale sulla benzina (la cosiddetta imposta Suez): il governo viene battuto a scrutinio segreto sulla votazione di un emendamento che abolisce l'aumento a partire dal 31 dicembre. Fanfani pone la fiducia sulla votazione finale della legge senza il relativo emendamento, fiducia che passa con 294 voti a favore e 286 contrari.
- 4 dicembre: la Celere carica a Napoli una manifestazione di lavoratori che rivendicano il rispetto dell’accordo stipulato con l’IRI.
Umberto Terracini presenta il «Libro bianco» elaborato dal PCI sulle violazioni delle libertà democratiche del governo Fanfani.
- 5 dicembre: la Corte costituzionale deposita le motivazioni della sentenza che respinge la questione di legittimità delle norme sulla repressione del fascismo contenute nella legge Scelba, e ne circoscrive l’ambito in via interpretativa, chiarendo che alla luce del principio di libertà di pensiero non possono essere vietate le esternazioni di opinioni fasciste o le manifestazioni di simpatia per il fascismo, ma soltanto quelle atte a concretare "il pericolo della riorganizzazione del disciolto Partito fascista.
- 5-6 dicembre: per la prima volta si svolge uno sciopero nazionale dei giornalisti, mirato al rinnovo del contratto di lavoro. Non aderisce il quotidiano missino Secolo d'Italia.
- 11 dicembre: alla Camera il governo è nuovamente battuto con 274 voti contro 270 su un ordine del giorno che contesta l'urgenza della riforma dei mercati all’ingrosso. Votano contro PCI, PSI, PMP, MSI. Almeno 16 «franchi tiratori» nella DC. Amintore Fanfani minimizza e annuncia che sarà ripresentato un disegno di legge sull’argomento.
- 12 dicembre: il cardinale Siri in un discorso all’Azione cattolica pubblicato fa appello ad una raccolta di forza attorno alle bandiere cattoliche.
- 17 dicembre: la Commissione parlamentare d’inchiesta "Per esaminare il comportamento degli organi della pubblica amministrazione in ordine alla cosiddetta Anonima Banchieri" deposita la propria relazione conclusiva sul caso Giuffrè. Il documento dedica un intero capitolo alla presunta ignoranza del caso da parte dei governi in carica a partire dal 1950.
- 19 dicembre: Fanfani si reca dal capo dello Stato per discutere della crisi di fatto in cui si trova il governo.

### 1959
- 6 gennaio: Giuseppe Dossetti è ordinato sacerdote dal cardinale Giacomo Lercaro. Dossetti, fondatore con La Pira e Fanfani della rivista «Cronache sociali», vicesegretario della DC con De Gasperi negli anni Cinquanta, aveva abbandonato la politica nel 1951.
- 7 gennaio: il cardinale Alfredo Ottaviani pronuncia un duro discorso contro ogni cedimento politico verso PCI e PSI.
Don Luigi Sturzo denuncia su Il Giornale d'Italia l'inefficienza degli enti economici di Stato (IRI, ENI, etc) e del ministero delle partecipazioni statali che li raggruppa.
- 9 gennaio: il presidente del gruppo parlamentare DC Luigi Gui svolge una verifica interna al partito sui rapporti con il PSI. L’iniziativa vede la contrarietà della destra del partito capeggiata da Giuseppe Pella, Mario Scelba e Giulio Andreotti.
- 15-18 gennaio: congresso del PSI: Pietro Nenni ribadisce la scelta del dialogo con i cattolici, già affermata nel Congresso di Venezia. A conclusione dei lavori, la corrente autonomista guidata da Pietro Nenni prevale su quella di Tullio Vecchietti e Dario Valori e sulla sinistra libertaria di Lelio Basso. Nenni è confermato segretario nazionale, Francesco De Martino vicesegretario.
- 16 gennaio: l'organo di stampa dell’Azione cattolica, nell’articolo intitolato "Granelli disubbidisce alla Chiesa", attacca l’esponente democristiano Luigi Granelli, colpevole di aver scritto una lettera a Pietro Nenni, invitandolo a collaborare con la Democrazia cristiana.
- 19 gennaio: si riunisce a Roma la corrente di sinistra del PSDI, che valuta positive le conclusioni del Congresso del PSI per una prospettiva di unificazione dei due partiti.
- 21-22 gennaio: alla Camera discussione sulle interpellanze e le mozioni presentate dai vari gruppi sulle conclusioni presentate dalla Commissione d’inchiesta sul caso Giuffrè. Respinte le mozioni della sinistra. La mozione dei partiti di governo presentata da Saragat e Gui prevale 279 voti a favore e 278 contrari. Almeno 13 franchi tiratori nelle file della DC. La stessa sera delle conclusioni del dibattito, il ministro del Lavoro Ezio Vigorelli polemizza con il governo e con la linea maggioritaria del suo partito e presenta le proprie dimissioni. Giuseppe Togni lo segue durante la seduta del consiglio dei ministri. Il 23 gennaio Togni le ritira e Vigorelli le conferma.
- 24 gennaio: Giovanni XXIII annuncia la convocazione del Concilio ecumenico Vaticano II.
- 26 gennaio: a seguito delle dimissioni del ministro Vigorelli e dei fermenti in corso nel PSDI Fanfani rassegna le dimissioni del governo.
Giuseppe Saragat attacca duramente la sedizione di sinistra capeggiata dall’ex ministro Vigorelli: afferma la necessità di prendere drastici provvedimenti e di rilanciare l’alleanza con la DC chiudendo verso i socialisti[15].
- 31 gennaio: Amintore Fanfani si dimette dalla carica di segretario della DC. Nell'attesa del consiglio nazionale la reggenza viene assunta da Adone Zoli, Mariano Rumor, Attilio Piccioni e Luigi Gui.